# Carl Giesecke (Orgelbauer)
Carl Giesecke (* 2. September 1812 in Göttingen; † 28. September 1888 ebenda) war ein deutscher Orgelbauer, der als Zulieferant von Zungenpfeifen bekannt wurde.

## Leben und Werk
Heinrich Carl August Giesecke wurde als Sohn des Tuchmachers Otto Heinrich Giesecke und Marie Caroline Aue geboren. Sein Großvater und Urgroßvater waren Chirurgen in Schoningen.
Carl Giesecke erlernte von 1840 bis 1844 den Orgelbau bei Johann Friedrich Schulze, an dessen Stil er sich baulich und klanglich orientierte. Am 1. April 1844 erwarb er das Bürgerrecht in Göttingen, machte sich dort selbstständig und war bald einer der bedeutendsten Orgelbauer im südlichen Niedersachsen. Er belieferte zunächst Schulze mit Zungenregistern und anderen Orgelteilen. Bis 1860 erlangte die Werkstatt eine führende Stellung als Zulieferbetrieb und lieferte ab 1870 ausschließlich Zungenstimmen und Orgelteile. Bis 1869 schuf er über 20 Neubauten.
Am 28. Juli 1844 heiratete er Wilhelmine Rosine Charlotte Schulz aus Hameln, mit der er sechs Kinder hatte. Sein Sohn Hermann (* 11. Mai 1847 in Göttingen; † 12. Februar 1928 ebenda) war ebenfalls Orgelbauer und kurz nach 1880 Partner des Vaters. Entsprechend einer vertraglichen Vereinbarung firmierte das Unternehmen seit 1884 als „Carl Giesecke & Sohn“. Hermann übernahm seitdem den Bau der Zungen, während der Vater nur noch mechanische Teile anfertigte. Angesichts der wachsenden Nachfrage für Zungenstimmen wurde der Bau kompletter Orgeln aufgegeben.
Da Hermann keine männlichen Nachfahren hatte, wurde die Firma 1909 an Adolf Hammer verpachtet, dem Mitinhaber von P. Furtwängler & Hammer. Hermanns beide Töchter Helene Giesecke und Gertrud Steggewentz wurden Gesellschafter und das Unternehmen in „Gieseckes Erben und W. Furtwängler“ umbenannt. Die Zahl der Mitarbeiter wuchs nach dem Zweiten Weltkrieg auf über 75 an. 2006 wurde das Unternehmen in eine GmbH umgewandelt. In Fortführung der Unternehmenstradition belieferten etwa 25 Mitarbeiter weltweit Orgelbauer mit Zungen- und Labialpfeifen. Im Jahr 2012 meldete das Unternehmen Insolvenz an, in deren Folge die Werkstatt aufgelöst und der Geschäftsbetrieb eingestellt wurde.

## Werkliste (Auswahl)
Die Größe der Instrumente wird in der fünften Spalte durch die Anzahl der Manuale und die Anzahl der klingenden Register in der sechsten Spalte angezeigt. Ein großes „P“ steht für ein selbstständiges Pedal, ein kleines „p“ für ein angehängtes Pedal. Eine Kursivierung zeigt an, dass die betreffende Orgel nicht mehr oder lediglich der Prospekt erhalten ist.
| Jahr      | Ort                | Kirche            | Bild | Manuale | Register | Bemerkungen |
| --------- | ------------------ | ----------------- | ---- | ------- | -------- | --- |
| 1848      | Weende (Göttingen) | St. Petri         |      | I/P     | 8        | Einige Register erhalten |
| 1850      | Moringen           | Stadtkirche       |      | II/P    | 23       | Neubau unter Integration einige Register von Christian Vater (1743); 1976 Restaurierung durch Martin Haspelmath; Gehäuse und etliche Register von Giesecke erhalten |
| um 1850   | Oldenrode          | Ev.-luth. Kirche  |      | I/P     | 6        | Neubau; Gehäuse erhalten |
| 1851      | Dassensen          | Ev.-luth. Kirche  |      | I/P     | 7        | Nur Untergehäuse in der Brüstung erhalten |
| 1853      | Sudershausen       | St. Johannis      |      | I/p     | 7        | Neubau; nahezu unverändert erhalten |
| 1854      | Waake              | Dorfkirche        |      | I/P     | 7        | Neubau; Gehäuse und Subbaß 16′ erhalten |
| 1855      | Trögen             | St. Laurentius    |      | I/P     | 6        | Neubau; einige Register erhalten |
| 1855      | Altenau            | St. Nikolai       |      | II/P    | 15       | Neubau; 1965 durch Schmidt & Thiemann mit einem Rückpositiv umgebaut (heute II/P/16)                                                                                |
| 1856      | Silkerode          | St. Nicolai       |      | II/P    | 14       | Neubau; nach 1900 Umbau durch Georg Kiessling & Söhne und 2002 Restaurierung durch Orgelbau Schönefeld                                                              |
| 1859      | Lutterhausen       | Ev.-luth. Kirche  |      | II/P    | 13       | Neubau; 2020 von Sauer & Heinemann restauriert und mittels der zwei vorbereiteten originalen Reserveschleifen auf II/P, 15 erweitert.                               |
| um 1859   | Stöckheim          | St. Martin        |      | II/P    | 16       | Neubau |
| 1860      | Scheden            | St.-Markus-Kirche |      | II/P    | 22       | Umbau der Orgel von Johann Dietrich Kuhlmann (1829) |
| 1862      | Bockelnhagen       | Ev.-luth. Kirche  |      | II/P    | 11       | |
| 1863      | Rosdorf            | Ev.-luth. Kirche  |      | II/P    | 28       | 1911 Umbau durch P. Furtwängler & Hammer, 1997 restauriert durch Werner Bosch Orgelbau                                                                              |
| 1864–1865 | Göttingen          | St. Marien        |      | II/P    | 18       | 1926 Großteil der Register in Neubau von P. Furtwängler & Hammer übernommen.                                                                                        |